# Thlaspi
- Commons
- Wikispecies

Tláspio (Thlaspi L.) é um género botânico pertencente à família Brassicaceae.

## Sinonímia
| - Noccaea Moench - Atropatenia F.K. Mey. - Callothlaspi F.K. Mey. - Kotschyella F.K. Mey. - Masmenia F.K. Mey. - Microthlaspi F.K. Mey. | - Noccidium F.K. Mey. - Raparia F.K. Mey. - Syrenopsis Jaub. et Spach - Thlaspiceras F.K. Mey. - Vania F.K. Mey. |

## Espécies
- Thlaspi alliaceum
- Thlaspi arvense
- Thlaspi caerulescens
- Thlaspi perfoliatum
- Thlaspi rotundifolium
- Lista completa

## Classificação do gênero
| Sistema | Classificação                         | Referência               |
| ------- | ------------------------------------- | ------------------------ |
| Linné   | Classe Tetradynamia, ordem Siliculosa | Species plantarum (1753) |